# دامجان فراس
دامجان فراس (انگلیسی: Damjan Fras؛ زادهٔ ۲۱ فوریهٔ ۱۹۷۳) اسکی‌باز پرش اهل اسلوونی است.